# Kilyana eungella
Espèce
Kilyana eungella est une espèce d'araignées aranéomorphes de la famille des Zoropsidae.

## Distribution
Cette espèce est endémique du Queensland en Australie. Elle se rencontre dans les monts Eungella.

## Description
La carapace de la femelle holotype mesure 5,12 mm de long sur 4,00 mm et l'abdomen 7,12 mm de long sur 5,36 mm.

## Étymologie
Son nom d'espèce lui a été donné en référence au lieu de sa découverte, les monts Eungella.

## Publication originale
- Raven & Stumkat, 2005 : Revisions of Australian ground-hunting spiders: II. Zoropsidae (Lycosoidea: Araneae). Memoirs of the Queensland Museum, vol. 50, p. 347-423 (texte intégral).